# 男鹿站
男鹿站（日语：／ Oga eki */?）是位於日本秋田縣男鹿市，隸屬於東日本旅客鐵道（JR東日本）男鹿線的鐵路車站，也是男鹿線的終點站。本站在2018年前為直營站，也是設有站長的全日社員配置站，並負責管理船越站、脇本站和羽立站。2018年5月，因應業務精簡化，本站廢除站長並改為業務委託站，原來的管理站及自身的管理改由奧羽本線上的土崎站負責。

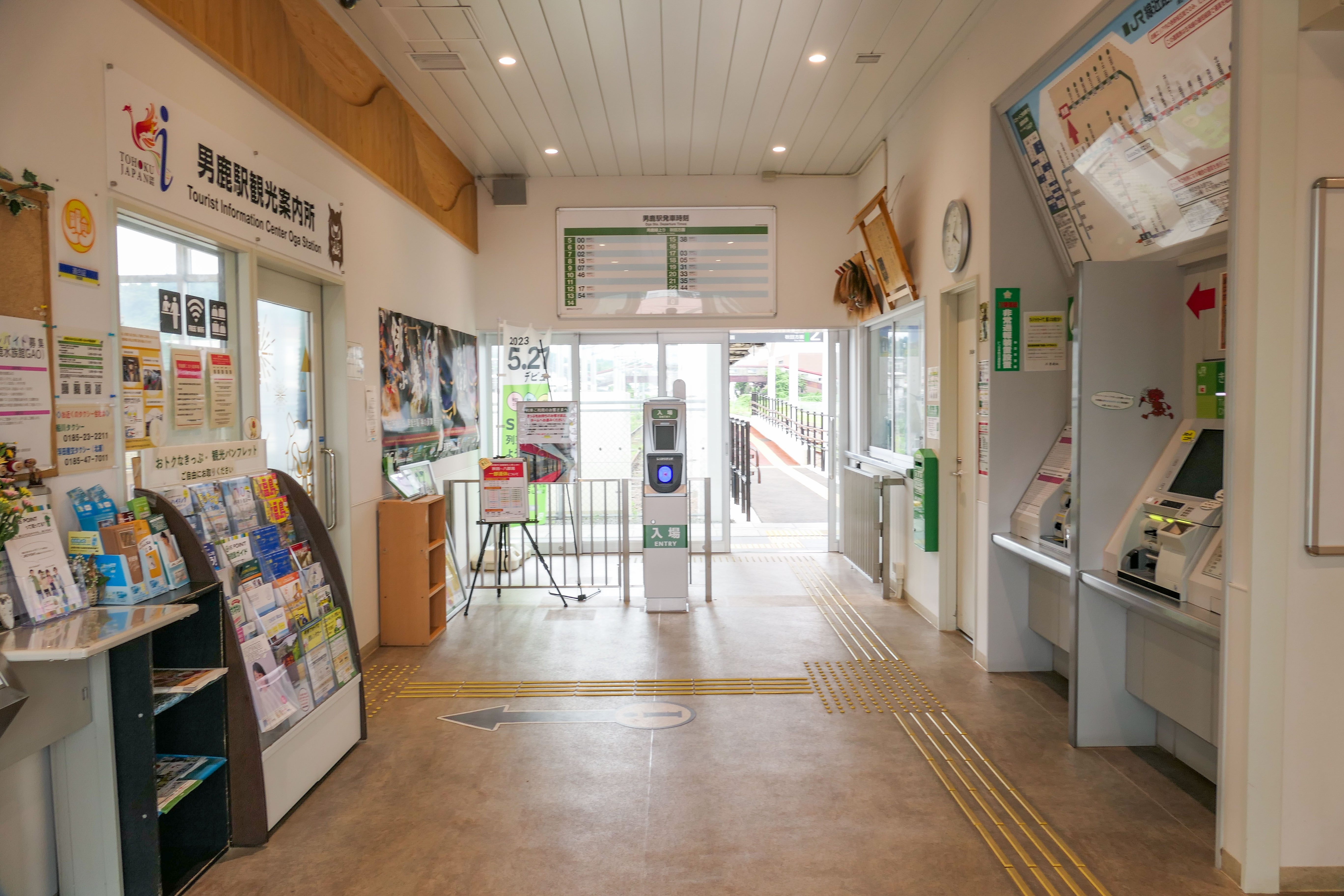
驗票口（2023年7月）

## 車站構造
現時使用中的站房為第二代站房。車站内設有「指定席券賣機」、自動售票機、候車室、Kiosk。

### 月台配置
島式月台1面2線的地上車站。列車通常停靠於1號月台。2021年，男鹿線全線改用E801系電動列車，代替KiHa40系柴聯車，為此，在車站更新的同時，於1號月台轨道架設了用于给车辆充电的电气化架空电缆。
| 月台 | 路線    | 目的地         |
| ---- | ------- | -------------- |
| 1、2 | ■男鹿線 | 追分、秋田方向 |

## 車站周邊
周邊為男鹿市和男鹿市船川地區的中心地。另外亦可前乘坐巴士「男鹿北線」經羽立站前往西北方的秋田縣立男鹿水族館（男鹿水族館 GAO）。
- 秋田縣立男鹿海洋高等學校
- 秋田縣道59號男鹿半島線
- 男鹿市役所
- 男鹿市文化會館
- 男鹿郵局
- 秋田銀行男鹿支店
- 北都銀行男鹿支店
- 秋田信用金庫船越支店男鹿出張所
- 男鹿港市民病院
- 秋田ト一屋男鹿店
- 男鹿市立男鹿南中學校
- 男鹿市立船川第一小學校
- 男鹿市立圖書館
- 男鹿幼稚園
- 船川神明社
- LAWSON男鹿船川海岸通店
- 秋田縣船川港湾事務所
- Daily YAMAZAKI船川海岸通店

## 歷史
- 1916年12月16日：船川輕便線・羽立 - 船川間延伸全線開通時為船川站（ふなかわえき）開業[1]。
- 1937年6月10日：船川線（貨物線）・船川 - 船川港間延伸開業。
- 1968年4月1日：線名改名「男鹿線」、同時改名男鹿站。
- 1987年4月1日：國鐵分割民營化成為JR東日本車站。
- 2002年：

- 1月1日：男鹿 - 船川港間廢線、男鹿線内貨物列車停駛。
- 童年獲選東北車站百選。

- 2006年3月16日：「もしもし券賣機Kaeruくん」開始使用。
- 2023年5月27日：男鹿線全線均可以使用「Suica」[2][3]。

## 利用狀況
2020年度1日乘車人員為270人，相比2009年度1日平均乘車人員為547人，減少近一半。
| 乘車人員推算 | 乘車人員推算     | 乘車人員推算    |
| 年度         | 1日平均 乘車人員 | 出處            |
| ------------ | ---------------- | --------------- |
| 2000年       | 655              | [ 利用客数 2 ]  |
| 2001年       | 646              | [ 利用客数 3 ]  |
| 2002年       | 603              | [ 利用客数 4 ]  |
| 2003年       | 573              | [ 利用客数 5 ]  |
| 2004年       | 646              | [ 利用客数 6 ]  |
| 2005年       | 595              | [ 利用客数 7 ]  |
| 2006年       | 580              | [ 利用客数 8 ]  |
| 2007年       | 577              | [ 利用客数 9 ]  |
| 2008年       | 548              | [ 利用客数 10 ] |
| 2009年       | 547              | [ 利用客数 11 ] |
| 2010年       | 552              | [ 利用客数 12 ] |
| 2011年       | 545              | [ 利用客数 13 ] |
| 2012年       | 511              | [ 利用客数 14 ] |
| 2013年       | 497              | [ 利用客数 15 ] |
| 2014年       | 445              | [ 利用客数 16 ] |
| 2015年       | 453              | [ 利用客数 17 ] |
| 2016年       | 433              | [ 利用客数 18 ] |
| 2017年       | 413              | [ 利用客数 19 ] |
| 2018年       | 387              | [ 利用客数 20 ] |
| 2019年       | 352              | [ 利用客数 21 ] |
| 2020年       | 270              | [ 利用客数 1 ]  |

## 其他
- 「秋田縣有名的男鹿線終點車站」、2002年（平成14年）、東北車站百選選定[4]。

## 相鄰車站
東日本旅客鐵道
■男鹿線
羽立－男鹿

### 廢除路段
日本貨物鐵道
男鹿線貨物支線
男鹿－船川港

### 利用人数資料
1. 1 2  . 東日本旅客鉄道.   [2021-07-31]. （原始内容存档于2021-10-06）.
2. ↑  . 東日本旅客鉄道.   [2019-02-22]. （原始内容存档于2019-04-02）.
3. ↑  . 東日本旅客鉄道.   [2019-02-22]. （原始内容存档于2019-02-22）.
4. ↑  . 東日本旅客鉄道.   [2019-02-22]. （原始内容存档于2019-04-02）.
5. ↑  . 東日本旅客鉄道.   [2019-02-22]. （原始内容存档于2019-03-27）.
6. ↑  . 東日本旅客鉄道.   [2019-02-22]. （原始内容存档于2019-02-23）.
7. ↑  . 東日本旅客鉄道.   [2019-02-22]. （原始内容存档于2019-04-02）.
8. ↑  . 東日本旅客鉄道.   [2019-02-22]. （原始内容存档于2019-04-02）.
9. ↑  . 東日本旅客鉄道.   [2019-02-22]. （原始内容存档于2019-04-02）.
10. ↑  . 東日本旅客鉄道.   [2019-02-22]. （原始内容存档于2019-02-22）.
11. ↑  . 東日本旅客鉄道.   [2019-02-22]. （原始内容存档于2019-04-02）.
12. ↑  . 東日本旅客鉄道.   [2019-02-22]. （原始内容存档于2019-04-02）.
13. ↑  . 東日本旅客鉄道.   [2019-02-22]. （原始内容存档于2019-04-02）.
14. ↑  . 東日本旅客鉄道.   [2019-02-22]. （原始内容存档于2019-04-02）.
15. ↑  . 東日本旅客鉄道.   [2019-02-22]. （原始内容存档于2017-02-08）.
16. ↑  . 東日本旅客鉄道.   [2019-02-22]. （原始内容存档于2019-04-02）.
17. ↑  . 東日本旅客鉄道.   [2019-02-22]. （原始内容存档于2019-03-23）.
18. ↑  . 東日本旅客鉄道.   [2019-02-22]. （原始内容存档于2019-03-27）.
19. ↑  . 東日本旅客鉄道.   [2019-02-22]. （原始内容存档于2019-03-25）.
20. ↑  . 東日本旅客鉄道.   [2019-07-21]. （原始内容存档于2019-07-05）.
21. ↑  . 東日本旅客鉄道.   [2020-07-18]. （原始内容存档于2020-07-14）.

## 外部連結
- JR東日本 男鹿站 （页面存档备份，存于）

39°53′6.01″N 139°50′55.10″E / 39.8850028°N 139.8486389°E